# Прогресс М-65
Прогресс М-65 — транспортный грузовой космический корабль (ТГК) серии «Прогресс», запущенный к Международной космической станции. 30-й российский корабль снабжения МКС. Серийный номер 365.

## Цель полёта
Доставка на МКС более 2400 килограммов различных грузов, в числе которых топливо, воздух, кислород, продукты питания, научная аппаратура, дополнительное оборудование для российского и американского сегментов станции, а также посылки для экипажа МКС.

## Хроника полёта
- 10.09.2008, в 22:50:02 (MSK), (19:50:02 UTC) — запуск с космодрома Байконур[2];
- 17.09.2008, в 21:43:08 (MSK), (18:43:08 UTC) — осуществлена стыковка с МКС к стыковочному узлу на агрегатном отсеке служебного модуля «Звезда». Процесс сближения и стыковки проводился в автоматическом режиме. Стыковка с МКС планировалась 12 сентября, однако по просьбе NASA в связи с эвакуацией персонала Центра управления полётом в Хьюстоне (штат Техас, США) из-за угрозы урагана «Айк» она была перенесена на более поздний срок;
- 14.11.2008, в 19:19:54 (MSK), (16:19:54 UTC) — ТГК отстыковался от орбитальной станции и отправился в автономный полёт.

## Перечень грузов
Суммарная масса всех доставляемых грузов: 2541 кг
| Название | Масса (кг) |
| --- | ---------- |
| Топливо в баках системы дозаправки | 840        |
| Кислород в баллонах средств подачи кислорода (СрПК): | 51         |
| Вода в баках системы «Родник» | 106        |
| Топливо в баках КДУ для нужд МКС | 250        |
| Грузы, доставляемые в герметичном отсеке (суммарная масса — 1264 кг): |            |
| Оборудование для систем: |            |
| обеспечения газового состава (СОГС) | 3          |
| водообеспечения (СВО) | 81         |
| управления бортовой аппаратурой (СУБА) | 1          |
| электропитания (СЭП) | 77         |
| бортовой информационно-телеметрической (БИТС2-12) | 17         |
| бортовых измерений (СБИ) | 1          |
| Средства технического обслуживания и ремонта (СТОР) | 6          |
| Средства санитарно-гигиенического обеспечения (ССГО) | 127        |
| Контейнеры с рационами питания, свежие продукты | 191        |
| Медицинское оборудование, бельё, средства личной гигиены и профилактики | 140        |
| Средства индивидуальной защиты (СИЗ) в том числе скафандр «Орлан-МК» | 113        |
| Аппаратура радиолюбительской связи | 5          |
| Оборудование для ФГБ «Заря» | 69         |
| Оборудование для научных исследований (экспериментов «Сонокард», «Дыханиек», «Пневмокард», «Женьшень-2», «Изгиб», «Эксперт», «Плазменный кристалл-3 плюс», оранженрея «Лада»)         | 39         |
| Бортдокументация, посылки для экипажа, видеофотоаппаратура | 18         |
| Оборудование для американского сегмента, в том числе продукты питания, средства медицинского обеспечения, оборудование для выходов в открытый космос, управления бортовой аппаратурой | 377        |

## Научная работа
Двадцать три дня космический грузовик находился в автономном полёте, в ходе которого выполнил серию технических экспериментов Плазма–Прогресс по исследованию пространственно-временных зависимостей плотности плазменного окружения космического аппарата, возникающего при работе на его борту жидкостных ракетных двигателей. В качестве наземных средств радионаблюдения использовался радар некогерентного рассеяния Института солнечно-земной физики Сибирского отделения Российской академии наук (г. Иркутск). Эксперимент «Плазма-Прогресс», постановщиком которого является ЦНИИ машиностроения (г. Королёв), проводился уже в 4-й раз. Предыдущими «участниками» были корабли «Прогресс М-60», «Прогресс М-61», «Прогресс М-64».